# Jorge de Lima

Jorge de Lima

Jorge de Lima (n. 23 aprilie 1895, União dos Palmares, Alagoas - d. 15 noiembrie 1953, Río de Janeiro) a fost un scriitor și om politic brazilian.
A scris o lirică neo-parnasiană, modernistă, dar și religioasă cu intonații solemne.
Spre sfârșitul vieții revine la poezie clasică.
Pentru activitatea sa, ar fi primit Premiul Nobel în 1958, dar din nefericire s-a stins din viață cu cinci ani mai devreme.

## Scrieri
- 1914: Alexandrinos ("Alexandrini")
- 1927: Poemas ("Poeme")
- 1929: Novos poemas ("Noi poeme")
- 1935: Timp și veșnicie ("Tempo e eternidade")
- 1938: A Túnica Inconsútil ("Timp și veșnicie")
- 1949: Livro de sonetos ("Carte de sonete")
- 1952: Invenção de Orfeu ("Născocirea lui Orfeu"), cea mai valoroasă operă a sa.